# Ludwig Horst
Ludwig Horst (* 28. Dezember 1829 in Büdingen; † 19. August 1891 in Degerloch) war ein deutscher Maler.

## Leben
Geboren wurde er als Sohn des Großherzoglich-Hessischen und Gräflich-Isenburgischen Amtmanns am Büdinger Landgericht, Johann Caspar Adolph Horst (um 1795–1854), und dessen Ehefrau, Sophia Antonia, geborene Bausch, aus Freiburg im Breisgau. In der evangelischen Taufe erhielt er die Vornamen Tobias Georg Philipp Christian Ludwig, nach seinen im Taufregister vermerkten Paten Tobias Horst, Oberappellationsgerichtsrat in Darmstadt, Georg Philipp Ludwig Christian Lotz, Strumpffabrikant in Steinau an der Straße, und Georg Bausch, Kaufmann in Freiburg im Breisgau. Sein Großvater war Georg Conrad Horst, ein evangelischer Pfarrer und Verfasser theologischer und historischer Werke.
Horst wuchs mit seinen Schwestern Luise (* 1828) und Charlotte (* 1832) sowie dem Bruder Carl (* 1835) in Büdingen auf, bis die Familie auf Grund der Versetzung des Vaters 1838 nach Nidda umzog, wo er die Volksschule besuchte. 1844 wechselte er ins Büdinger Gymnasium und bestand dort 1849 die Abiturprüfung. Anschließend trat er als Einjährig-Freiwilliger in das in Darmstadt stationierte Großherzoglich-Hessische Artilleriecorps ein, verzichtete jedoch auf die Ausbildung zum Offizier und beschloss, Maler zu werden.
An der Königlichen Kunstakademie in Düsseldorf war er 1856 bis 1858 eingeschrieben. Er absolvierte die Elementarklasse und die Vorbereitungsklasse für die Malerschule bei Josef Wintergerst, Andreas und Karl Müller sowie Christian Köhler und besuchte die Vorträge über Kunstgeschichte bei Andreas Müller. Im 2. Jahr belegte er die Fächer Anatomie und Proportionslehre bei Heinrich Mücke. Sein Eintritt in die Antikenklasse der Münchner Kunstakademie unter Johann Georg Hiltensperger ist mit dem 2. Januar 1862 als „Louis Horst aus Schlitz, Vater: Amtmann, Konfession: lutherisch, Alter: 31“ dokumentiert.
1864 ließ sich Ludwig Horst als Bildnismaler in Heidelberg nieder, wo er drei Jahre später, am 26. September 1867, die um 11 Jahre jüngere Maria Luise Nebel (1840–1901) heiratete. Sie war die älteste Tochter des verstorbenen Chirurgen, Augenarztes und Privatdozenten Dr. med. Heinrich Wilhelm Daniel Nebel (1809–1855), und seiner Ehefrau Katharina Maria Friederike, geborene Zimmer (1810–1884). Der Ehe entstammten zwei Söhne, die bereits im Kindesalter verstarben, ein weiterer Sohn, der als Student im Alter von 21 Jahren im Rhein ertrank, und zwei später verheiratete Töchter. Von Heidelberg aus zog die Familie nach Stuttgart, wo sie 1876 unter der Adresse Eugenstraße 22 gemeldet war. In Degerloch – heute ein Stuttgarter Ortsteil – verstarb Ludwig Horst am 19. August 1891 nach 5-monatiger Krankheit. Seine Witwe, Maria Horst, überlebte ihn um 10 Jahre; sie starb am 28. August 1901 in Albersweiler.
1859 stellte Horst im Münchner Kunstverein eine „Italienische Abendlandschaft“ aus. In der Tagespresse erschien eine kurze Beschreibung und Bewertung des Bildes: „(…) die Abendlandschaft einer italienischen Gegend, gluthvoll und blendend im Colorit, reich in den Waldthälern, Felsparthien und Gebirgen, nur schade, daß die gehäuften Massen nicht klarer disponirt waren.“ Die Nachlassausstellung anlässlich seines Todes zeigte auch frühe Kopien nach älteren Meistern. Horsts Hauptwerk besteht fast ausschließlich aus Bildnissen. Die Porträtaufträge kamen überwiegend aus dem königlichen und herzoglichen Haus von Württemberg und dessen Umkreis, weitere aus der gehobenen bürgerlichen Gesellschaft. Diese „gelungene[n] Porträts von bekannten und berühmten Persönlichkeiten“ wurden auch öffentlich gezeigt, beispielsweise in der „Permanenten Kunstausstellung Herdtle & Peters“ (Kunstgalerie der Maler Pieter Francis Peters und Eduard Herdtle) in Stuttgart oder anlässlich der „Stuttgarter Porträt-Ausstellung“ von 1881 und auch in den überregionalen Jahresausstellungen in München und Berlin.
Horst war Mitglied der Stuttgarter Künstlergesellschaft „Das strahlende Bergwerk“ und der Stuttgarter Kunstgenossenschaft und mit vielen Künstlern befreundet. Anlässlich der Beisetzung des Malers auf dem Stuttgarter Friedhof hielten der Architekt Christian Friedrich von Leins und der Maler Heinrich Schaumann als Vertreter der Künstlerschaft die Grabreden. Die Münchner Neuesten Nachrichten berichteten am 23. August 1891 „(Ludwig Horst †). Wie man uns aus Stuttgart schreibt, ist am Mittwoch in der Sommerfrische Degerloch bei Stuttgart der Porträtmaler Ludwig Horst im Alter von 61 Jahren an Herzlähmung gestorben. Horst war eine beliebte Persönlichkeit in Stuttgart und ein im Porträtfach sehr routinirter Künstler“ und wies einige Tage später auf die Ausstellung des Nachlasses im Atelier und den Verkauf der nachgelassenen Gemälde und Studien hin. Nachrufe erschienen in den örtlichen Tageszeitungen, in Kunstzeitschriften sowie im Büdinger Allgemeinen Anzeiger vom 5. September 1891.

## Werke (Auswahl)
Kopien (1891 im Nachlass):
- Früchtekranz, Kopie nach Peter Paul Rubens: Putten mit Früchtekranz, München, Alte Pinakothek
- Der ungläubige Thomas, Kopie nach Giovanni Francesco Barbieri (1591–1666), genannt Il Guercino, erworben 1898 durch das  kgl. Museum in Stuttgart von Marie Horst[10]
- Unbekannter Titel, Kopie nach Guido Reni

Gemälde:
- Junge Italienerin in Tracht aus den Albaner Bergen, Öl/Lwd.: Katalog zur I. internationalen Kunstausstellung im kgl. Glaspalast zu München, München 1869, Nr. 264: Horst in Heidelberg
- Bildnis einer Dame in blauem Kleid, Ö/Lwd., 90 cm × 71 cm, bez.: Horst 1871: Auktion Dorotheum Wien, 20. Juli 2016, Nr. 138[11]
- Geschwisterpaar (vermutlich die eigenen Kinder), Öl/Lwd., oval, 78 cm × 62 cm; sign. u.l.: L. Horst 1875
- Bildnis des deutschen Kaisers (Wilhelm I.); Deutsche Kunstausstellung der Weltausstellung in Philadelphia 1876[12]
- Bildnis Herzog Eugen von Württemberg, Brustbild in Lebensgröße, Auftrag der Königin Olga von Württemberg; Wiederholung für deren Adoptivtochter, die Witwe des im Januar 1877 verstorbenen Herzogs, Wera Konstantinowna Romanowa; ausgestellt: Stuttgarter Porträt-Ausstellung 1881[13]
- Bildnis der Schriftstellerin Emma Vely; Auftrag ihres Gatten, des Stuttgarter Verlagsbuchhändlers Carl Simon
- Bildnis der Schauspielerin Eleonore Wahlmann in der Rolle als „Phädra“; ausgestellt: Jahresausstellung im Glaspalast, München 1876[13]
- Bildnis der Lyrikerin Sophie Gräfin Waldburg-Zeil-Wurzach (1857–1924); ausgestellt: Jubiläumsausstellung, Berlin 1886[13]
- Bildnis einer jungen Dame in rotem Rock und roter Samtjacke mit Spitzenkragen, 1887; Öl/Lwd., 137 cm × 88 cm: Auktion Nagel, Stuttgart, 25. September 2003, Nr. 1361[14]
- Bildnisse des Hamburger Kaufmanns Carl Theodor Rudolph Goldenberg (1850–1913) und seiner Gattin Eleonora Hermine Wilhelmine (1854–1920), 1888; je Öl/Lwd., oval, 63,2 cm × 51,6 cm bzw. 63,9 cm × 51 cm, und jeweils bezeichnet: L. Horst / 1888.: Museum für Hamburgische Geschichte, Porträtsammlung; Inv. Nr. 1964/5 und 1964/6; Geschenk von Frau Magdalene Funcke
- Bildnis des Gymnasialrektors von Büdingen, Georg Thudichum, 1794–1873; Geschenk des Malers an das Büdinger Gymnasium, 1889[15]
- Bildnis eines Tübinger Universitätsprofessors in Amtsrobe; ausgestellt: Stuttgarter Kunstverein, Februar 1891[16]
- Knabenporträt / Mädchenporträt; ausgestellt: Berlin, internationale Kunstausstellung 1891[13]
- Der Traum der hl. Cäcilie; letztes Werk des Künstlers.[17]
- Bildnis eines Mädchens mit Rosenschmuck, Öl/Lwd. 126,5 cm × 80 cm: Kunsthandel
- Nächtlicher Fischfang bei Vollmond, Öl/Leinwand, 74 cm × 110 cm, signiert unten links L. Horst: Linz, Oberösterreichische Landesgalerie, Inv. Nr. G 879[18]
- Scheiterndes Segelschiff, Linz, Oberösterreichische Landesgalerie, Inv. Nr. G 735